# État de Plateau
Pour les articles homonymes, voir Plateau.
Plateau est un État du centre du Nigeria, il tire son nom du plateau de Jos qui couvre environ un quart de son territoire.

## Histoire
L'État de Plateau a été créé le 3 février 1976 d'un découpage de l'ancien État de Benue-Plateau. En 1996, la partie sud-ouest a été extraite pour former l'État de Nassarawa.
La région est en proie depuis plusieurs années à des tensions religieuses et ethniques. Dans l'État de Plateau comme dans les autres régions du nord-ouest et du centre du Nigeria, les populations vivent dans la terreur des attaques des groupes jihadistes et des bandes criminelles qui pillent les villages, tuent ou enlèvent leurs habitants. Une féroce compétition se déroule également entre éleveurs et agriculteurs sur ce territoire, les seconds accusant les premiers de saccager leurs terres avec leur bétail. Ces tensions sont aggravées par le changement climatique et l’explosion démographique du pays,.
Entre 2001 et 2004, plusieurs centaines d'habitants de l'état périssent dans des violences atroces[réf. nécessaire].
En 2012, l'État connaît de nouveau d'importantes violences inter-ethniques. En 2016, ces violences récurrentes ont fait 2 500 morts au Nigeria selon l’International Crisis Group.
Fin juin 2018, un massacre se solde par un bilan de plus de 200 morts : des éleveurs peuls ont attaqué des agriculteurs birom, ceux-ci menant des actions de représailles. L'enjeu des conflits est l'accès aux terres fertiles, mais ils se compliquent d'une dimension ethnique ainsi que d'une dimension religieuse, les Peuls étant musulmans et les Birom chrétiens.
Entre le 23 décembre 2023 au soir et le 25 décembre, près de 200 villageois sont tués et 500 blessés dans une série d'au moins 17 attaques de villages par des miliciens Haoussas et Peuls,,,.

## Géographie
L'État est bordé au nord-est par l'État de Bauchi, au sud-est par l'État de Taraba, au sud-ouest par l'État de Nassarawa et au nord-ouest par l'État de Kaduna
Les principales villes, outre la capitale Jos, sont Bukuru, Barkin Ladi, Pankshin, Shendam, Langtang et Vom.

## Divisions
L'État de Plateau est divisé en 17 zones de gouvernement local : Bakkos, Barkin Ladi, Bassa, Jos East, Jos North, Jos South, Kanam, Kanke, Langtang North, Langtang South, Mango, Mikang, Pankshin, Qua'an Pan, Riyom, Shendam et Wase.

## Économie
L'économie de l'État de Plateau est assez diversifiée :
- Agriculture (pomme de terre, arachide, igname, légumes et fruits variés...) ;
- Ressources naturelles (cassitérite, barytine, argile, kaolin, étain, pierres précieuses, quartz et feldspath) ;
- Tourisme (principalement sur le plateau de Jos qui est la seule région du Nigeria à bénéficier d'un climat tempéré) ;
- Industrie (principalement basée sur la transformation des produits agricoles produits localement et des ressources naturelles).

## Cultures et variété ethnique et religieuse

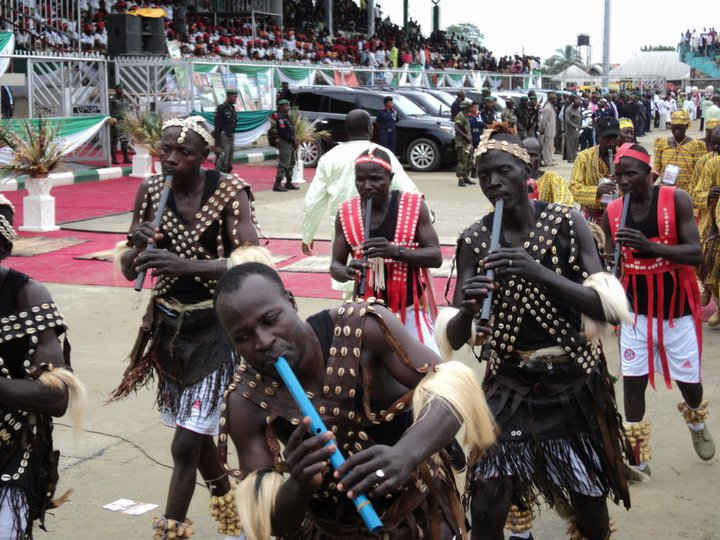
Délégation de l'État de Plateau lors d'un festival culturel.

Comme souvent au Nigeria, l'État est marqué par une forte variété ethnique et religieuse